# Leucolithodes fumifascia
Leucolithodes fumifascia là một loài bướm đêm trong họ Geometridae.